# 卡韦萨拉瓦卡
卡韦萨拉瓦卡，是西班牙埃斯特雷马杜拉巴达霍斯省的一个市镇。总面积64平方公里，总人口1610人（2001年），人口密度25人/平方公里。